# François Petit (acteur)
Pour les articles homonymes, voir François Petit et Petit.
François Petit  (né le 8 novembre 1951 à Lyon) est un acteur français spécialisé dans les arts martiaux.
Il a joué notamment le rôle de Sub-Zero dans Mortal Kombat.